# ウェリントン・アパレシード・マルティンス
ウェリントン (Wellington) こと、ウェリントン・アパレシード・マルティンス（Wellington Aparecido Martins, 1991年1月28日 - ）は、ブラジル・サンパウロ出身のサッカー選手。フルミネンセFC所属。ポジションはミッドフィールダー（ボランチ）。